# بيفيرلي تود
بيفيرلي تود (بالإنجليزية: Beverly Todd)‏ (و. 1946  م) هي كاتبة سيناريو، ومنتجة أفلام، وممثلة تلفزيونية، وممثلة أفلام أمريكية، ولدت في شيكاغو.

## وصلات خارجية
- بيفيرلي تود على موقع IMDb (الإنجليزية)
- بيفيرلي تود على موقع ألو سيني (الفرنسية)
- بيفيرلي تود على موقع أول موفي (الإنجليزية)
- بيفيرلي تود على موقع قاعدة بيانات الأفلام السويدية (السويدية)
- بيفيرلي تود على موقع ديسكوغز (الإنجليزية)
- بيفيرلي تود على موقع قاعدة بيانات الفيلم (الإنجليزية)
- بيفيرلي تود على موقع كينوبويسك (الروسية)